# 13 août
Pour les articles homonymes, voir Treize-Août.
13 juillet 13 septembre
Chronologies thématiques
- Croisades
- Ferroviaires
- Sports
- Disney
- Anarchisme
- Catholicisme

Abréviations / Voir aussi
- (° 1852) = né en 1852
- († 1885) = mort en 1885
- a.s. = calendrier julien
- n.s. = calendrier grégorien
- Calendrier
- Calendrier perpétuel
- Liste de calendriers
- Naissances du jour

Le 13 août ou 13 aout est le 225e jour de l’année du calendrier grégorien, 226e lorsqu'elle est bissextile.
Le 13 août correspond au jour des ides de Sextilis, équivalent ancien d'Augustus, 6e mois du calendrier romain, ainsi que, le plus souvent, au 26 thermidor du calendrier républicain, officiellement dénommé « jour de la myrte ».

## Événements

### IIIesiècle
- 236[réf. nécessaire] : inhumation, le même jour en signe de réconciliation[Quoi ?] du pape Pontien († mort quant à lui le 30 octobre précédent en 235), et d’Hippolyte de Rome, prêtre chrétien de Rome puis antipape opposé au précédent, tous deux déportés et martyrs en Sardaigne lors d’une persécution de l’empereur Maximin Ier le Thrace puis ramenés morts à Rome (° vers 170).

### XVIesiècle
- 1521 : les troupes espagnoles d’Hernán Cortés s’emparent de la capitale aztèque Tenochtitlan.
- 1532 : rattachement du duché de Bretagne au royaume de France.

### XVIIIesiècle
- 1704 : deuxième bataille de Höchstädt (guerre de Succession d’Espagne).
- 1792 : emprisonnement de Louis XVI de France.

### XIXesiècle
- 1809 : troisième bataille de Bergisel, lors de la rébellion du Tyrol.

### XXesiècle
- 1914 : combat d’Antivari (Première Guerre mondiale).
- 1918 : conseil de la couronne allemande, à Spa, premier jour de la troisième conférence de Spa.
- 1956 : promulgation du code du statut personnel, en Tunisie.
- 1960 : indépendance de la République centrafricaine.
- 1961 : début de la construction du mur de Berlin.

### XXIesiècle
- 2001 : signature des accords d'Ohrid, mettant fin à l'insurrection albanaise de 2001 en Macédoine.
- 2020 : Israël et les Émirats arabes unis concluent un accord de paix[2].

## Arts, culture et religion
- 1099 : élection du pape Pascal II (Raniero de Bieda dit).
- 2015 : aux États-Unis, diffusion du dernier épisode de la série See Dad Run.

## Sciences et techniques
- 2014 : la mathématicienne iranienne Maryam Mirzakhani devient la première femme à recevoir la médaille Fields, pour ses travaux sur la dynamique des billards.

## Naissances

### XVIIesiècle
- 1625 : Rasmus Bartholin, médecin danois († 4 novembre 1698).
- 1655 : Johann Christoph Denner, facteur d’instruments de musique allemand († 20 avril 1707).

### XVIIIesiècle
- 1756 : James Gillray, caricaturiste britannique († 1er juin 1815).

### XIXesiècle
- 1811 : Domingos José Gonçalves de Magalhães, médecin, professeur, diplomate, homme politique, écrivain et poète brésilien († 10 juillet 1882).
- 1814 : Anders Jonas Ångström, astronome et physicien suédois († 21 juin 1874).
- 1819 : George Gabriel Stokes, physicien et mathématicien britannique († 1er février 1903).
- 1842 : Albert Sorel, historien français († 29 juin 1906).
- 1850 : Andrea Carlo Ferrari, prélat italien († 2 février 1921).
- 1852 : Christian Krohg, peintre norvégien († 16 octobre 1925).
- 1858 : Victor Prouvé, artiste français († 15 février 1943).
- 1861 : Cesare Burali-Forti, mathématicien italien († 21 janvier 1931).
- 1866 : Giovanni Agnelli, industriel italien, co-créateur de la société Fiat († 16 décembre 1945).
- 1868 : Jean Sinoël, acteur français († 30 août 1949).
- 1869 : Tony Garnier, architecte et urbaniste français († 19 janvier 1948).
- 1871 :  Karl Liebknecht, militant communiste et révolutionnaire allemand († 15 janvier 1919).
- 1872 : Richard Willstätter, chimiste allemand, prix Nobel de chimie en 1915 († 3 août 1942).
- 1883 : Pierre Palau, acteur français († 3 décembre 1966).
- 1888 : John Logie Baird, ingénieur écossais, pionnier de la télévision († 14 juin 1946).
- 1889 :
  - Georges André, athlète de sauts, de haies, de sprint, et d’épreuves combinées puis joueur de rugby français († 4 mai 1943).
  - Camillien Houde, homme politique québécois, maire de Montréal de 1928 à 1932, de 1934 à 1936, de 1938 à 1940 et de 1944 à 1954 († 11 septembre 1958).
- 1890 : Ellen Osiier, escrimeuse danoise, première femme championne olympique dans cette discipline († 6 septembre 1962).
- 1894 : Paul Blobel, officier supérieur de la SS († 7 juin 1951).
- 1896 : François Hugues, footballeur français († 15 décembre 1965).
- 1898 : Jean Borotra, joueur de tennis et homme politique français († 17 juillet 1994).
- 1899 : Alfred Hitchcock, cinéaste britannique († 29 avril 1980).

### XXesiècle
- 1902 : Felix Wankel, ingénieur en mécanique automobile allemand († 9 octobre 1988).
- 1905 : 
  - « Litri » (Manuel Báez Gómez dit), matador espagnol († 18 février 1926).
  - Ida Peerdeman, voyante des présumées apparitions mariales d'Amsterdam de 1945 à 1959) († 17 juin 1996)[3].
- 1909 : Charles Williams, écrivain américain († 7 avril 1975).
- 1912 :
  - Salvador Edward Luria, biologiste italien, prix Nobel de physiologie et de médecine en 1969 († 6 février 1991).
  - Ben Hogan, golfeur américain († 25 juillet 1997).
- 1913 : Makarios III (Mikhaíl Khristodoúlou Moúskos / Μιχαήλ Χριστοδούλου Μούσκος dit), archevêque de l’Église orthodoxe et homme politique chypriote, président de Chypre de 1960 à 1977 († 3 août 1977).
- 1914 :
  - Luis Mariano (Mariano Eusebio González y García dit), artiste lyrique basco-espagnol ayant surtout fait carrière en France († 14 juillet 1970).
  - Mario Ricci, cycliste sur route italien († 22 février 2005).
- 1917 : Anna Molka Ahmed, peintre pakistanaise († 20 avril 1994).
- 1918 : Frederick Sanger, chimiste britannique, prix Nobel de chimie en 1958 et en 1980 († 19 novembre 2013).
- 1919 :
  - Rex Humbard (en), télévangéliste américain († 21 septembre 2007).
  - George Shearing, pianiste de jazz et compositeur d’origine britannique († 14 février 2011).
- 1920 :
  - Neville Brand, acteur américain († 16 avril 1992).
  - Jean Honoré, prélat français († 28 février 2013).
  - Ti-Blanc Richard (Adalbert Richard dit), violoneux québécois († 22 février 1981).
- 1924 : Serafim Fernandes de Araújo, prélat brésilien († 8 octobre 2019).
- 1925 : Benny Bailey, trompettiste de jazz américain († 15 avril 2015).
- 1926 : Fidel Castro, militaire révolutionnaire et chef d’État cubain, président de Cuba de 1976 à 2008 († 25 novembre 2016).
- 1929 : Claude Lebrun, professeure de français et autrice française de livres pour enfants, scénariste de Petit Ours brun († 21 septembre 2019).
- 1930 : Robert Monclar, basketteur français († 4 décembre 2012).
- 1931 : Norman Read, marcheur néo-zélandais, champion olympique († 22 mai 1994).
- 1933 : Alékos Mikhailídis, homme politique chypriote († 6 janvier 2008).
- 1938 :
  - Dave « Baby » Cortez, organiste et pianiste américain de R'& B.
  - Bill Masterton, joueur de hockey sur glace américain d’origine canadienne († 15 janvier 1968).
  - Marion Sarraut, réalisatrice et metteuse en scène française († 12 juillet 2021).
- 1940 : Georges Carnus, footballeur français.
- 1942 :
  - Jean-Claude Andruet, pilote de rallye automobile français.
  - Julian Fantino, homme politique canadien, ministre des Anciens Combattants de 2013 à 2015.
  - Hissène Habré (حسين حبري en arabe du Tchad), président putschiste de la République du Tchad de 1982 à 1990 ensuite condamné dans son pays puis au Sénégal qui l'emprisonne par compétence universelle († 24 août 2021).
  - Robert Lee Stewart, astronaute américain.
- 1944 : Divina Galica, skieuse et pilote de courses automobile britannique.
- 1945 :
  - Daniel Bourquin, musicien suisse. († 21 février 2023).
  - 0Michel Jasmin, animateur québécois de radio et de télévision.
- 1948 : Kathleen Battle, artiste lyrique américaine.
- 1949 : Bobby Clarke (Robert Earle Clarke dit), joueur et dirigeant canadien de hockey sur glace.
- 1950 : Mariz Kemal, poétesse et écrivaine russe.
- 1951 :
  - Claude Arribas, footballeur français.
  - Dan Fogelberg, chanteur et compositeur américain († 16 décembre 2007).
- 1952 : Herbert « Herb Ritts » Jr., photographe américain († 26 décembre 2002).
- 1953 : Carla Bodendorf, athlète de sprint est-allemand puis allemande.
- 1954 : Renuka Chowdhury, femme politique indienne.
- 1955 : Paul Greengrass, réalisateur et scénariste britannique.
- 1956 : Marian Woronin, athlète polonais, ancien recordman d'Europe du 100 mètres.
- 1959 :
  - Philippe Bonifay, scénariste de bande dessinée français.
  - Thomas Ravelli, footballeur suédois.
- 1960 : Ivar Stukolkin, nageur soviétique puis russe.
- 1961 : Koji Kondo, compositeur japonais.
- 1962 : Manuel Valls, homme politique franco-catalano-espagnol, collaborateur en France de Lionel Jospin, député de l'Essonne, ministre français de l’Intérieur de 2012 à 2014, premier ministre français de 2014 à 2017, candidat à la mairie de Barcelone arrivé 4è rallié à la maire sortante.
- 1963 : Édouard Michelin, ingénieur et industriel français († 26 mai 2006).
- 1966 :
  - Shayne Corson, joueur de hockey sur glace canadien.
  - Pascal Lino, cycliste sur route français.
- 1967 :
  - Dave Jamerson, basketteur américain.
  - Li Hejun, homme d'affaires chinois spécialisé dans les énergies renouvelables et le directeur d'Hanergy.
  - Alexandre Kiritchenko (Александр Кириченко), cycliste sur piste soviétique puis ukrainien.
- 1969 :
  - Midori Ito, patineuse artistique japonaise.
  - Enrico Marini, dessinateur suisse de bande dessinée.
  - Wendy Whoppers est une actrice pornographique américaine.
- 1970 : 
  - Alan Shearer, footballeur britannique.
- 1971 :
  - Tomoe Abe, athlète de fond et d’ultra-fond japonaise.
  - Patrick Carpentier, pilote de course automobile canadien.
  - Astrid Panosyan-Bouvet, cheffe d'entreprise et femme politique française.
- 1974 : Nassima al-Sadah, journaliste et militante saoudienne pour les droits de l'homme.
- 1975 : Shoaib Akhtar, joueur de cricket pakistanais.
- 1976 :
  - Roman Iakovlev (Роман Николаевич Яковлев), volleyeur russe.
  - Nicolás Lapentti, joueur de tennis équatorien.
  - Tatiana Panova (Татьяна Юрьевна Панова), joueuse de tennis russe.
- 1978 : Booder (Mohamed Benyamna dit), humoriste franco-marocain.
- 1979 : 
  - Kasia Smutniak, modèle et actrice polonaise.
  - Joseph Hansen, rameur d'aviron américain, champion olympique.
- 1980 : Michał Ignerski, basketteur polonais.
- 1982 :
  - Shani Davis, patineur de vitesse américaine.
  - Sebastian Stan, acteur roumain.
- 1983 :
  - Dallas Braden, joueur de baseball américain.
  - Loris Facci, nageur de brasse italien.
  - Aleš Hemský, joueur de hockey sur glace tchèque.
- 1984 :
  - Alona Bondarenko (Альона Володимирівна Бондаренко), joueuse de tennis ukrainienne.
  - Niko Kranjčar, footballeur croate.
  - James Morrison, chanteur britannique.
- 1985 :
  - Olubayo Adefemi, footballeur nigérian.
  - Kevin Strijbos, pilote de moto-cross belge.
- 1986 :
  - Stanko Barać, basketteur croate.
  - Zakaria Diallo, footballeur français.
  - Angélique Quessandier, judokate française.
  - Élodie Thomis, footballeuse française.
- 1988 : MØ (Karen Marie Aagaard Ørsted Andersen dite), auteure et compositrice danoise.
- 1989 : 
  - Joffrey Boulanger dit Olympe, chanteur français.
  - Davide Cimolai, cycliste sur route italien.
- 1990 :
  - Jenia Grebennikov, volleyeur franco-russe.
  - Benjamin Stambouli, footballeur français.
- 1992 : Lucas Moura, footballeur brésilien.
- 1994 : Steven Moreira, footballeur franco-cap-verdien.
- 1995 : Presnel Kimpembe, footballeur franco-congolais.
- 1999 : Lennon Stella, chanteuse et musicienne canadienne.
- 2000 :
  - Rasheed Broadbell, athlète de haies jamaïcain.
  - Tomáš Čvančara, footballeur tchèque.
  - Sacha Lotrian, joueur de rugby à XV français.
  - Na Jae-min, acteur et chanteur sud-coréen.

### XXIesiècle
- 2001 : Lars Boven, coureur cycliste néerlandais.
- 2002 : 
  - André Amaro, footballeur portugais.
  - Ben Old, footballeur néo-zélandais.
  - Satoshi Tanaka, footballeur japonais.
- 2004 : Sota Kitano, footballeur japonais.
- 2006 : Ace Bailey, basketteur américain.

## Décès

### VIesiècle
- 587 : Radegonde de Poitiers, épouse de Clotaire Ier, reine de France et sainte de l'Église catholique (° vers 513).

### VIIesiècle
- 604 : Sui Wendi (dit Yáng Jiān), empereur de Chine de 589 à 604, fondateur de la dynastie Sui (° vers 541).
- 612 : Fabia Eudocia, impératrice byzantine (° vers 580).

### IXesiècle
- 900 : Zwentibold, fils d’Arnulf de Carinthie, martyr par l’Église catholique (° vers 870).

### XIIesiècle
- 1134 : Irène de Hongrie, impératrice byzantine (° 1088).

### XIIIesiècle
- 1297 : Émir Nowruz, aristocrate mongol (° inconnue).

### XIVesiècle
- 1382 : Éléonore d’Aragon, reine de Castille (° 20 février 1358).

### XVIesiècle
- 1523 : Gérard David, peintre flamand (° 1455).
- 1536 : Gonzalo Guerrero, conquistador espagnol devenu chef de guerre maya (° 1470)

### XVIIesiècle
- 1622 : Henri de Gondi, prélat français (° 1572).
- 1667 : Jeremy Taylor, théologien et prédicateur anglican anglais (° 1613).
- 1686 : Louis Maimbourg, historien lorrain (° 10 janvier 1610).

### XVIIIesiècle
- 1705 : Mademoiselle Françoise de Sévigné, devenue Madame (la comtesse) de Grignan, principale destinataire des lettres de sa mère Madame de Sévigné (° 10 octobre 1646).
- 1721 : Jacques Lelong, bibliographe et historien français (° 19 avril 1665).
- 1749 : Johann Elias Schlegel, poète allemand (° 17 janvier 1719).

### XIXesiècle
- 1810 : Jacques de Menou de Boussay, militaire français (° 3 septembre 1750).
- 1826 : René-Théophile-Hyacinthe Laennec, médecin franco-breton, inventeur du stéthoscope (° 17 février 1781).
- 1863 : Eugène Delacroix, peintre français (° 26 avril 1798).
- 1865 : Ignace Philippe Semmelweis, médecin hongrois (° 1er juillet 1818).
- 1887 : Jules Pasdeloup, chef d’orchestre français (° 15 septembre 1819).
- 1888 : Joseph de Saxe-Cobourg-Gotha, prince allemand (° 21 mai 1869).
- 1896 : John Everett Millais, peintre britannique (° 8 juin 1829).
- 1899 : Mikinosuke Kawaishi, judoka japonais (10e dan) pionnier du judo en France (° 30 janvier 1969).

### XXesiècle
- 1910 : Florence Nightingale, infirmière britannique (° 12 mai 1820).
- 1912 : Jules Massenet, compositeur français (° 12 mai 1842).
- 1917 : Eduard Buchner, chimiste allemand, prix Nobel de chimie en 1907 (° 20 mai 1860).
- 1928 : Fernand Charron, cycliste sur route puis pilote automobile français (° 30 mai 1866).
- 1934 : Ignacio Sánchez Mejías, matador espagnol (° 6 juin 1891).
- 1943 : Jakob Gapp, homme d’Église autrichien (° 26 juillet 1897).
- 1946 : Herbert George Wells, écrivain britannique (° 21 septembre 1866).
- 1948 : Edwin Maxwell, acteur irlandais (° 9 février 1886).
- 1949 : Georges Cloetens, facteur d'orgues et inventeur belge (° 7 mars 1871).
- 1959 : Henry Garat, acteur français (° 3 avril 1902).
- 1963 : Louis Bastien, escrimeur et cycliste français (° 26 octobre 1881).
- 1965 : Hayato Ikeda, homme politique japonais, premier ministre du Japon de 1960 à 1964 (° 3 décembre 1899).
- 1971 : King Curtis (Curtis Ousley dit), musicien américain (° 7 février 1934).
- 1976 : Kléber Haedens, écrivain français (° 11 décembre 1913).
- 1982 : Joe Tex (Joseph Arrington Jr. dit), chanteur américain (° 8 août 1933).
- 1984 : Tigran Petrossian (Тигран Вартанович Петросян), joueur d’échecs russe (° 17 juin 1929).
- 1986 : Helen Mack, actrice et chanteuse américaine (° 12 novembre 1913).
- 1991 : Jack Ryan, ingénieur militaire américain, créateur des poupées Barbie et des Hot Wheels (° 12 novembre 1926).
- 1994 : Manfred Wörner, homme politique allemand, ministre de la Défense de 1982 à 1988 et secrétaire général de l’OTAN de 1988 à 1994 (° 24 septembre 1934).
- 1995 :
  - Pierre Bockel, prêtre catholique, résistant, écrivain, journaliste français et « Juste parmi les nations » (°3 octobre 1914).
  - Alison Hargreaves, alpiniste britannique (° 17 février 1963).
  - Pierre-Jakez Hélias, écrivain franco-breton (° 17 février 1914).
  - Jan Křesadlo, psychologue tchèque (° 9 décembre 1926).
  - Mickey Mantle, joueur de baseball américain (° 20 octobre 1931).
- 1996 :
  - António de Spínola, militaire et homme politique portugais, président de la République de mai à septembre 1974 (° 11 avril 1910).
  - David Tudor, pianiste et compositeur américain (° 20 janvier 1926).
- 1998 :
  - Nino Ferrer, chanteur et compositeur français (° 15 août 1934).
  - Julien Green, écrivain français (° 6 septembre 1900).
- 1999 : Jaime Garzón, journaliste et avocat colombien (° 24 octobre 1960).
- 2000 : Nazia Hassan, chanteuse pop pakistanaise (° 3 avril 1965).

### XXIesiècle
- 2003 : Ed Townsend (en), compositeur et producteur américain (° 16 avril 1929).
- 2004 : Julia Child, figure de la gastronomie américaine (° 15 août 1912).
- 2005 : David Lange, homme politique néo-zélandais, premier ministre de 1984 à 1989 (° 4 août 1942).
- 2006 :
  - Jacques Lamarche, romancier et essayiste québécois (° 30 novembre 1922).
  - Jon Nödtveidt, musicien suédois, guitariste du groupe Dissection (° 28 juin 1975).
  - Payao Poontarat, boxeur thaï (° 18 octobre 1957).
- 2007 :
  - Yone Minagawa, civile japonaise, un temps super-centenaire (° 4 janvier 1893).
  - Phil Rizzuto, joueur de baseball américain (° 25 septembre 1917).
- 2008 : Henri Cartan, mathématicien français (° 8 juillet 1904).
- 2009 :
  - Roger Mas, homme politique français (° 16 avril 1931).
  - Gilles Ouellet, évêque québécois (° 14 août 1922).
  - Les Paul (Lester William Polsfuss dit), musicien américain (° 9 juin 1915).
- 2010 : Lance McNaught, lutteur américain (° 2 mars 1980).
- 2011 : Riccardo Picchio, linguiste italien (° 7 septembre 1923).
- 2012 :
  - Roger Duquesnoy, basketteur français (° 3 mars 1948).
  - Helen Gurley Brown, journaliste américaine (° 18 février 1922).
  - Hervé-Marie Le Cléac'h, évêque français (° 11 mars 1915).
  - Johnny Pesky, joueur et gérant de baseball américain (° 27 septembre 1919).
- 2013 :
  - Anatoliy Albul, lutteur soviétique puis russe (° 1er août 1936).
  - Lothar Bisky, homme politique allemande, député européen de 2009 à 2013 (° 17 août 1941).
  - René Bouillot, journaliste français (° 10 décembre 1930).
  - Tompall Glaser, chanteur de country américain (° 3 septembre 1933).
  - Sonatane Tuʻa Taumoepeau-Tupou, diplomate et homme politique tongien (° 14 mars 1943).
  - Bruno Tognaccini, cycliste sur route italien (° 13 décembre 1932).
  - Jean Vincent, footballeur puis entraîneur français (° 29 novembre 1930).
- 2014 :
  - Frans Brüggen, chef d'orchestre néerlandais (° 30 octobre 1934).
  - Eduardo Campos, homme politique brésilien (° 10 août 1965).
  - Columba Domínguez, actrice mexicaine (° 4 mars 1929).
  - Jean-Paul Emonds-Alt, designer, sculpteur et peintre belge (° 25 janvier 1928).
  - Jacques Larché, homme politique français (° 4 février 1920).
  - James J. Schiro, homme d'affaires américain (° 2 janvier 1946).
  - Süleyman Seba, footballeur turc (° 5 avril 1926).
  - Kurt Tschenscher, arbitre de football allemand (° 5 octobre 1928).
  - Pedro Valadares, avocat et homme politique (° 4 septembre 1965).
- 2015 : Juan Manuel Zamora (es), footballeur basco-espagnol (° 27 novembre 1942).
- 2016 :
  - Françoise Mallet-Joris, romancière franco-belge jurée dans l'Académie Goncourt de 1971 à 2011 (° 6 juillet 1930).
  - Georges Séguy, homme politique, résistant et syndicaliste français, secrétaire général de la CGT de 1967 à 1982 (° 16 mars 1927).
- 2018 : Mie Mie, militante étudiante birmane, prisonnière d'opinion (° 1970).
- 2020 : Michel Dumont, acteur et directeur de théâtre québécois (° 29 janvier 1941).
- 2021 : 
  - Franck Berrier.
  - Gino Strada.
- 2023 :
  - Clarence Avant, producteur américain (° 25 février 1931).
  - Patricia Bredin, actrice et chanteuse britannique (° 14 février 1935).
- 2024 :
  - Sid Ahmed Belkedrouci, footballeur algérien (° 20 décembre 1950).
  - Sergio Donati, écrivain et scénariste italien (° 13 avril 1933).
  - Hettie Jones, autrice américaine (° 15 juin 1934).
  - Greg Kihn, musicien, écrivain et animateur de radio américain (° 10 juillet 1949).
  - Élodie Lélu, scénariste et réalisatrice franco-belge (° 21 mars 1982).
  - Giórgos Leotsákos, musicologue grec (° 9 août 1935).
  - Maureen Mwanawasa, avocate zambienne (° 28 avril 1963).
  - Irina Podyalovskaya, athlète de demi-fond soviétique puis russe (° 9 octobre 1959).
  - Frank Selvy, basketteur américain (° 9 novembre 1932).
  - Chuck Strahl, homme politique canadien (° 25 février 1957).
- 2025 :
  - Jacques Martial, acteur et homme politique français (° 7 novembre 1955).
  - Albert Zyserman , survivant de la shoah et ingenieur aéronautique

## Célébrations

### Internationale
Journée internationale des gauchers.

### Nationales
- République centrafricaine (Union africaine) : fête de l’indépendance politique la commémorant vis-à-vis de la France en 1960.
- Colombie : día del humorista (« journée des humoristes)[Quoi ?][réf. nécessaire]
- Kansai (Japon) : premier jour de O bon, festival bouddhiste honorant les esprits des ancêtres dans la région du Kansai.
- Laos : Lao Issara (« fête du Laos libre »)[Quoi ?].
- Tunisie : journée nationale de la femme commémorant la promulgation en 1956 du Code du statut personnel.

### Religieuses
- Calendrier aztèque : début possible de la fête aztèque de Xocotl Huetzi (« la chute des fruits »)[Quoi ?][réf. nécessaire].
- Fêtes religieuses romaines : Diane Aventine, fête de Diane sur la colline romaine de l’Aventin.
- Christianisme : avant-veille de la Dormition de la Vierge du 15 août, dans le lectionnaire de Jérusalem, avec station au village de Bet-Ebre et lecture de : Is. 7, 10(-17) ; Héb. 9, 1(-10) ; Lc 11, 27-32 [mots communs : signe, terre (Is., Lc)][Quoi ?][réf. nécessaire].

### Saints des Églises chrétiennes

#### Saints catholiques  et orthodoxes du jour
La liste de saints ci-après est référencée sur le site Nominis de la Conférence des évêques de France :
- Antioche († vers 410), ou Antiochus ou Antiochos ou Andéol, 16e évêque de Lyon ; célébré le 15 octobre par les Orthodoxes.
- Cassien d’Imola (IVe siècle), maître d’école, martyr à Imola en Émilie.
- Dorothée (VIe siècle), Dorothée de Gaza, né à Antioche, moine à Gaza.
- Dosithée (VIe siècle, Dosithée de Gaza, moine à Gaza, peut être identique à Dorothée de Gaza, ou bien un(e) disciple de ce dernier.
- Eudocie († 460), ou Eudoxie ou Aelia Licinia Eudocia ou Athénaïs, originaire d’Athènes, veuve de Théodose II et disciple des moines de Palestine.
- Hérulphe († vers 785), ou Hérulfe, Hariulph, Hariolphe, Ariolf, moine bénédictin à l’abbaye de Saint-Gall en Suisse, fondateur en 764 du monastère d’Ellwangen en Souabe, puis évêque de Langres en Bourgogne, et enfin ermite à Ellwangen.
- Junien du Poitou († vers 587), reclus, puis premier abbé du monastère de Mairé-Levescault dans le Poitou, ami de la reine sainte Radegonde.
- Laudulphe († vers 619), ou Laudulf, Laudulphus, Lau, Loul, Lautoulot, Landolphe, évêque d’Évreux en Normandie.
- Liutolf († 983), ou Liudolf ou Luitold, abbé de Corvey, évêque d’Augsbourg en Allemagne, postérieur à saint Ulrich.
- Maxime († 662), Maxime le Confesseur, originaire des environs de Tibériade, abbé du monastère de Chrysopolis, moine, confesseur, exilé et martyrisé dans les monts du Caucase.
- Nersès (°1102 - † 1173), Nersès IV Chnorhali (le Gracieux) ou Nersès Glaietsi, 65e catholicos d’Arménie, oncle de saint Nersès de Lampron.
- Pontien († 235), 18e pape de 230 à 235, opposé à l’antipape Hippolyte de Rome, déporté et martyr en Sardaigne lors d’une persécution de l’empereur Maximin Ier, puis ramené mort à Rome.
- Radegonde († 587), Radegonde de Poitiers, reine des Francs, 4e épouse de Clotaire Ier, fondatrice du monastère de Sainte-Croix à Poitiers.
- Séridos (fin Ve siècle), higoumène (abbé) du monastère de Thabata, dans la région de Gaza, en Palestine.
- Vitaline d'Artonne († 390), vierge à Artonne près de Riom en Auvergne ; célébrée le 21 février et/ou le 13 décembre par les orthodoxes.
- Wigbert († 747), d’origine irlandaise, moine anglais près de Glastonbury, apôtre de la Frise et de la Hesse, premier abbé de Fritzlar à la demande de saint Boniface.

#### Saints et bienheureux catholiques du jour
Les saints et bienheureux ci-après sont référencés sur le site Nominis de la Conférence des évêques de France :
- Bénilde (° 1805 - † 1862), ou Benildus, de son vrai nom Pierre Romançon, originaire de Thuret en Auvergne, Frère des Écoles chrétiennes.
- Gertrude († 1297), Gertrude d’Altenberg, bienheureuse, fille de sainte Élisabeth de Hongrie, troisième abbesse d’Altenberg (de) en Allemagne.
- Guillaume († 1595), Guillaume Freeman, bienheureux, né dans le Yorkshire, prêtre et martyr en Angleterre sous la reine Élisabeth Ire.
- Hippolyte (° v. 170 - † 236 voire 235), Hippolyte de Rome, prêtre de Rome puis antipape opposé à Pontien, déporté et martyr en Sardaigne lors d’une persécution de l’empereur Maximin Ier, puis ramené mort à Rome.
- Jacob (°1897 - †1943), Jakob Gapp ou Jacques Gapp, bienheureux, prêtre marianiste autrichien, martyr exilé puis guillotiné.
- Jean (°1599 - †1621), Jean Berchmans, jésuite belge, né au Brabant, étudiant au Collège Romain ; célébré le 26 novembre[6] en Belgique.
- Joseph († 1936), Josep Tápies, et six compagnons, bienheureux martyrs, fusillés à la porte du cimetière de Salàs de Pallars pendant la guerre d’Espagne.
- Marc (°1631 - †1699), Marc d’Aviano de son vrai nom Carlo Domenico Cristofori, bienheureux prêtre capucin, ami et conseiller de l’empereur d’Autriche Léopold XI.
- Patrick et Conn († 1579, Patrick O’Healy, évêque de Mayo et Conn O’Rourke, prêtre, bienheureux franciscains, martyrs à Killmaloc en Irlande, sous la reine Élisabeth Ire.
- Pierre († 1794), Pierre Gabilhaud, bienheureux, prêtre de Limoges et martyr aux pontons de Rochefort, sous la Révolution française.
- Radegonde († 1330), Radegonde de Wellenbourg ou Radiane, vierge, simple servante au château de Wellenbourg, dans le diocèse d’Augsbourg, tuée par les loups.
- 23 martyrs de la guerre civile espagnole († 1936) : les bienheureux Secondin-Marie Ortega Garcia, Antonin Calvo Calvo, Antoine-Marie Dalmau Rosich, Jean Echarri Vique, Pierre Garcia Bernal, Hilaire-Marie Llorente Martin, Sauveur Pigem Serra, Xavier-Louis Bandrés Jiménez, Joseph Brengaret Pujol, Thomas Capdevila Miro, Étienne Casadevall Puig, Eusèbe Codina Milla, Jean Codinachs Tuneu, Raymond Novich Rabionet, Joseph-Marie Ormo Sero, Théodore Ruiz de Larrinaga Garcia, Jean Sanchez Munarriz, Emmanuel Torras Sais, Emmanuel Buil Lalueza, Alphonse Miquel Garriga, à Barbastro ; Jean Agramunt Riera, à Almazora ; Modeste Garcia Marti près d’Albocasser ; Joseph Bonet Nadal à Barcelone ; martyrs de la guerre d’Espagne.

#### Saints orthodoxes
- Irène (° vers 1088 - † 1134), Irène de Hongrie, ou Piroska, ou Eirene, ou Xénia, ou Xénie (cf. 4 décembre), fille du roi Ladislas Ier de Hongrie, et épouse de Jean II Comnène, impératrice, fondatrice du monastère du Pantocrator à Constantinople.
- Tikhon (° 1724 - † 1783), Tikhon de Zadonsk de son vrai nom Timothée Sokolovsky, évêque de Voronej en Russie, écrivain et thaumaturge.

## Traditions et superstitions
Parfois vendredis 13 (et paraské( )vidékatriaphilie /-phobie) ci-après (comme en 2021 par exemple).

### Dictons
- « À la sainte-Radegonde, en moisson les minutes sont des secondes. »[réf. nécessaire]
- « À saint-Hippolyte, quand l’eau abonde, c’est misère dans le monde. »[7], ou
- « C’est vers la saint-Hippolyte que le raisin change au plus vite. »
- « Le temps du 13 août, dure quatre jours. »
- « S’il pleut le jour de Sainte Radegonde, la misère s’abat sur le monde. »[8].

### Astrologie
Signe du zodiaque : vingt-deuxième jour du signe astrologique du lion.

## Toponymie
Plusieurs voies, places, sites ou édifices de pays ou provinces francophones contiennent la date du jour dans leur nom sous différentes graphies éventuelles : voir Treize-Août .